# Ibrahim Al-Zubaidi
Ibrahim Al-Zubaidi (tiếng Ả Rập: ابراهيم الزبيدي) là một cầu thủ bóng đá chuyên nghiệp người Ả Rập Xê Út thi đấu ở vị trí hậu vệ biên cho Al-Ahli.

## Sự nghiệp
Al-Zubaidi bắt đầu sự nghiệp của mình tại đội trẻ của Al-Wehda. Anh có trận ra mắt cho đội một trong mùa giải 2009-10. Vào ngày 17 tháng 6 năm 2012, anh đã ký một thỏa thuận trước hợp đồng với Al-Nassr. Anh chính thức gia nhập Al-Nassr vào tháng 1 năm 2013. Vào ngày 7 tháng 1 năm 2016, Al-Zubaidi rời Al-Nassr và gia nhập Najran. Sau khi Najran rớt hạng xuống Giải hạng nhất Ả Rập Xê Út vào cuối mùa giải 2015-16, Al-Zubaidi rời câu lạc bộ và ký hợp đồng 3 năm với Al-Taawoun. Vào ngày 19 tháng 12 năm 2018, Al-Zubaidi gia hạn hợp đồng với Al-Taawoun cho đến năm 2021. Vào ngày 26 tháng 7 năm 2021, Al-Zubaidi gia nhập đội bóng mới thăng hạng tại Giải Vô địch quốc gia Al-Tai. Ngày 18 tháng 7 năm 2022, Al-Zubaidi gia nhập Al-Ahli.

## Danh hiệu
Al-Nassr
- Giải Vô địch quốc gia: 2013–14, 2014–15
- Cúp Thái tử: 2013–14

Al-Taawoun
- Cup Nhà vua: 2019